# Trzemeszno Lubuskie (przystanek kolejowy)
Trzemeszno Lubuskie – kolejowy przystanek osobowy w Trzemesznie Lubuskim, w województwie lubuskim, w Polsce. Przystanek był nieczynny do grudnia 2008 roku, wtedy to wznowiono przewozy pasażerskie na linii Rzepin – Międzyrzecz.